# Bederslev Sogn

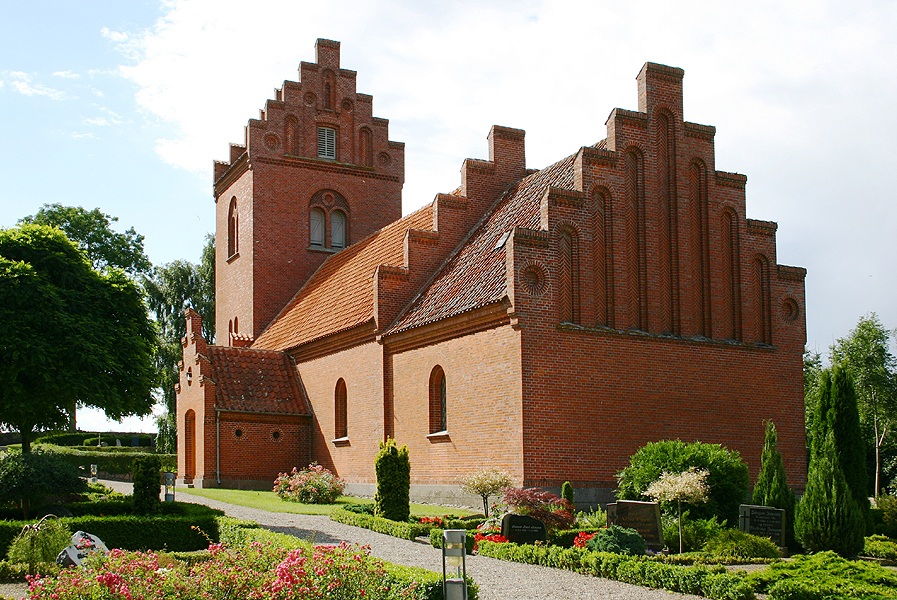
Bederslev Kirke

Bederslev Sogn ist eine Kirchspielsgemeinde (dän.: Sogn) im südlichen Dänemark. Bis 1970 gehörte sie zur Harde Skam Herred im damaligen Odense Amt, danach zur Otterup Kommune im Fyns Amt, die im Zuge der Kommunalreform zum 1. Januar 2007 in der Nordfyns Kommune in der Region Syddanmark aufgegangen ist.
Im Kirchspiel leben 196 Einwohner (Stand: 1. Januar 2023). Im Kirchspiel liegt die Kirche „Bederslev Kirke“.
Nachbargemeinden sind im Norden Nørre Næraa Sogn und Krogsbølle Sogn, im Osten Norup Sogn, im Süden Hjadstrup Sogn und im Westen Uggerslev Sogn.